# أورنج (برمجيات)
Orange عباره عن مجموعة ادوات مفتوحة المصدر تستخدم لتصوير البيانات والتعلم الالي ولاستخراج البيانات، وتتميز بواجهة مرئية لتحليل البيانات الاستكشافية وتصوير البيانات التفاعلية.

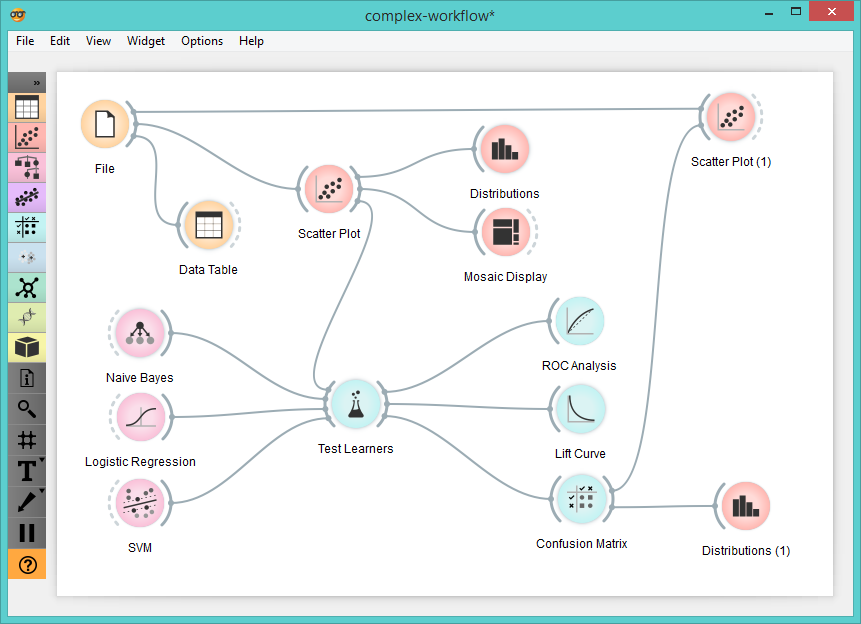
سير عمل نموذجي في Orange 3.

## الوصف
Orange وهي عباره عن حزمة برمجية تعتمد على المكونات البرمجية لتصوير البيانات والتعلم الالي واستخراجها وتحليلها.
وتسمى المكونات البرتقالية عناصر واجهة المستخدم وهي تتراوح بين التصور البسيط للبيانات واخيار المجموعة الفرعية والمعالجة المسبقة وتعتمد على التقييم التجريبي للخوارزميات التعلم والنمذجة التنبؤية.
يتم تنفيذ البرمجة المرئية من خلال واجهة ثم إنشاء مهام سير العمل فيها عن طريق ربط عناصر واجهة المستخدم التي تعرف عليها مسبقا أو التي صممت من قبل، بينما يمكن العديل غلى واجهة المسنخدم من خلال استخدام مكتبة بايثون لمعالجة البيانات وتعديل واجهة المستخدم.

## البرمجيات
Orange هي حزمة برامج مفتوحة المصدر تم اصدارها بموجب، وهذه الاصدارات المكونات الاساسية في ++c مع الاغلفة في بايثون وجميعها متوفره على موقع GitHub من الإصدار 3.0 وما بعده، وتستخدم اورنج مكتبات بايثون مفتوحة المصدر مثل ()، بينما تعمل الواجهة الرسومية الخاصة بة في اطار Qt عبر النظام الاساسي.
يتضمن التثبيت الافتراضي هذا عددًا من خوارزميات التعليم الآلي والمعالجة المسبقة وتصور البيانات في 6 مجموعات مختلفة وهي (بيانات، وتصور، وتصنيف، وانحدار، وتقييم، وغير خاضع للإشراف).حيث تتوفر وظائف إضافية كإضافات (المعلوماتية الحيوية، اندماج البيانات واستخراج النصوص).
يتم دعم Orange على أنظمة mac OS و Windows و Linux ويمكن تثبيته أيضًا من مستودع Python Package Index (تثبيت النقطة Orange3).
اعتبارًا من مايو 2018، كانت النسخة المستقرة هي 3.13 التي تم العديل عليها وتم تشغيلها مع Python 3، بينما لا يزال الإصدار القديم 2.7 الذي يعمل مع Python 2.7 متاحًا إلى الآن. [6[
يتكون اورنج من واجهة يتم وضع عليها المستخدم وعناصر االمستخدم التي تقوم بإنشاء طريق عمل لتحليل البيانات. بحيث توفر الأدوات الذكية وظائف أساسية مثل قراءة البيانات، وإظهار جدول البيانات، وتحديد الميزات، وتنبؤات التدريب، ومقارنة خوارزميات التعلم، وتصور عناصر البيانات، والكثير من ذلك. كل ذلك يؤدي إلى تمكن المستخدم من استكشاف التصورات بشكل تفاعلي أو تغذية المجموعة الفرعية المحددة في عناصر واجهة تعامل مستخدم أخرى.
يوفر البرنامج منصة لاختيار التجربة وأنظمة التوصية والنمذجة التنبؤية حيث يستخدم في الطب الحيوي والمعلوماتية الحيوية والبحث الجيني والتعليم. ومن الامثلة على ذلك في العلوم مثلا يتم استخدامه كمنصة لاختبار خوارزميات جديدة للتعلم الآلي وتطبيقها لتقنيات جديدة في علم الوراثة والمعلوماتية الحيوية. اما في التعليم فيتم استخدامه لتدريس أساليب التعلم الآلي وآلية استخراج البيانات لطلاب البيولوجيا والطب الحيوي والمعلوماتية.
تعتمد المشروعات المختلفة على Orange من خلال عمل  طريق توسيع المكونات الأساسية مع الوظائف الإضافية أو استخدام Orange Canvas فقط بحيث يتم استغلال ميزات البرمجة المرئية المنفذة و GUI.
- جناح أورانج سينتروترون [4]
- أحادية الخلية لحيوية.
- لتحليل البيانات في العلوم الطبيعية.